# Moškanjci
Moškanjci este o localitate din comuna Gorišnica, Slovenia, cu o populație de 704 locuitori.